# Coppa Italia 2024-2025 (rugby a 15)
La Coppa Italia 2024-25 fu la 37ª edizione della Coppa Italia di rugby a 15.
Si tenne dal 14 settembre 2024 al 12 aprile 2025 tra 19 squadre con la formula della fase a gironi per determinare le partecipanti ai play-off.
Si tratta del primo atto organizzativo della neonata Lega Italiana Rugby (LIR), che nell'occasione ha affiancato la Federazione Italiana Rugby nella gestione del torneo.
Tornata al nome storico dopo la parentesi della stagione precedente, ha visto un cambio di formula, con la partecipazione aperta anche alle squadre di serie A, la seconda divisione nazionale, ferma restando la formula a gironi e play-off.
Il torneo è stato vinto da Rovigo, alla sua seconda vittoria, impostosi 28-24 sulla formazione della Polizia di Stato delle Fiamme Oro.

## Formula
La FIR estese la partecipazione alla Coppa Italia anche alla seconda divisione, la serie A nazionale.
Fatta salva la partecipazione obbligatoria delle 10 formazioni di Serie A Élite 2024-25, il regolamento aprì l'accesso ai barrage alle squadre della serie A che desiderassero partecipare, fino alla concorrenza massima di dieci gare di barrage per formare due gironi da cinque squadre ciascuno.
Le squadre della serie A partecipanti furono 9 e ordinate per ranking a partire da quella con il numero 1, la finalista sconfitta della serie A 2023-24 CUS Torino, a scendere; anche quelle di serie A Élite furono ordinate in base alla classifica della stagione precedente, a eccezione del Petrarca campione d'Italia che accedette direttamente alla fase a gironi.
La nona squadra di serie A Élite fu la S.S. Lazio neopromossa.
I barrage videro di fronte, in gara unica in casa della squadra di serie A, le squadre in ordine decrescente di ranking affrontare quelle in ordine crescente della serie A serie A Élite (ovvero, la prima squadra di serie A affrontò la nona di serie A Élite, la seconda di A l'ottava di serie A Élite e così via).
I gironi si tennero a girone unico in gara di sola andata, e a passare alle semifinali furono le prime due classificate di ciascun girone.
Le semifinali si tennero in casa delle squadre vincitrici di girone, che ospitarono le seconde del girone opposto.
La finale si tenne in gara unica in casa della squadra con miglior piazzamento e punteggio nella fase a gironi.

## Squadre partecipanti
| Petrarca           | Viadana    | Rovigo          |
| Valorugby          | Colorno    | Mogliano        |
| Fiamme Oro         | Lyons      | Vicenza         |
| S.S. Lazio         | CUS Torino | Cavalieri Union |
| Verona             | Livorno    | Biella          |
| Parabiago          | Rugby Roma | Pesaro          |
| Petrarca (cadetta) |            |                 |

## Barrage
| Data              | Incontro                      | Risultato | Sede       |
| ----------------- | ----------------------------- | --------- | ---------- |
| 14 settembre 2024 | Parabiago — Colorno           | 19-49     | Colorno    |
| 21 settembre 2024 | Pesaro — Viadana              | 7-103     | Pesaro     |
| 21 settembre 2024 | Rugby Roma - Rovigo           | 7-66      | Roma       |
| 21 settembre 2024 | Livorno — Valorugby           | 14-38     | Livorno    |
| 21 settembre 2024 | Biella — Mogliano             | 28-64     | Biella     |
| 21 settembre 2024 | Petrarca Cadetta — Fiamme Oro | 33-38     | Padova     |
| 21 settembre 2024 | Verona — Lyons                | 14-24     | Verona     |
| 21 settembre 2024 | Cavalieri Union — Vicenza     | 17-47     | Prato      |
| 22 settembre 2024 | CUS Torino — Lazio            | 14-50     | Grugliasco |

## Fase a gironi

### Girone A
| Data              | Incontro             | Risultato |
| ----------------- | -------------------- | --------- |
| 28 settembre 2024 | Vicenza — Petrarca   | 7-26      |
| 29 settembre 2024 | Colorno — Valorugby  | 26-43     |
| 5 ottobre 2024    | Petrarca — Colorno   | 57-7      |
| 5 ottobre 2024    | Valorugby — Lyons    | 31-17     |
| 8 novembre 2024   | Colorno — Lyons      | 28-21     |
| 9 novembre 2024   | Valorugby — Vicenza  | 22-23     |
| 14 dicembre 2024  | Petrarca — Valorugby | 24-24     |
| 14 dicembre 2024  | Lyons — Vicenza      | 29-19     |
| 11 gennaio 2025   | Lyons — Petrarca     | 7-42      |
| 11 gennaio 2025   | Vicenza — Colorno    | 26-45     |

#### Classifica
| Pos | Squadra   | G | V | N | P | PF  | PS  | P±  | BP | PT |
| --- | --------- | - | - | - | - | --- | --- | --- | -- | -- |
| A1  | Petrarca  | 4 | 3 | 1 | 0 | 149 | 45  | 104 | 3  | 17 |
| A2  | Valorugby | 4 | 2 | 1 | 1 | 120 | 90  | 30  | 4  | 14 |
| A3  | Colorno   | 4 | 2 | 0 | 2 | 106 | 147 | −41 | 3  | 11 |
| A4  | Lyons     | 4 | 1 | 0 | 3 | 81  | 162 | −81 | 2  | 6  |
| A5  | Vicenza   | 4 | 1 | 0 | 3 | 49  | 77  | −28 | 1  | 5  |

### Girone B
| Data              | Incontro              | Risultato |
| ----------------- | --------------------- | --------- |
| 28 settembre 2024 | Rovigo — Mogliano     | 34-15     |
| 28 settembre 2024 | Fiamme Oro — Lazio    | 64-10     |
| 5 ottobre 2024    | Viadana — Rovigo      | 20-25     |
| 5 ottobre 2024    | Mogliano — Fiamme Oro | 34-35     |
| 9 novembre 2024   | Rovigo — Fiamme Oro   | 40-24     |
| 9 novembre 2024   | Lazio — Viadana       | 14-68     |
| 14 dicembre 2024  | Lazio — Rovigo        | 21-45     |
| 14 dicembre 2024  | Viadana — Mogliano    | 5-19      |
| 11 gennaio 2025   | Mogliano — Lazio      | 19-24     |
| 11 gennaio 2025   | Fiamme Oro — Viadana  | 35-14     |

#### Classifica
| Pos | Squadra    | G | V | N | P | PF  | PS  | P±   | BP | PT |
| --- | ---------- | - | - | - | - | --- | --- | ---- | -- | -- |
| B1  | Rovigo     | 4 | 4 | 0 | 0 | 144 | 80  | 64   | 3  | 19 |
| B2  | Fiamme Oro | 4 | 3 | 0 | 1 | 123 | 84  | 39   | 4  | 16 |
| B3  | Mogliano   | 4 | 1 | 0 | 3 | 87  | 98  | −11  | 3  | 7  |
| B4  | Viadana    | 4 | 1 | 0 | 3 | 111 | 93  | 18   | 2  | 6  |
| B5  | S.S. Lazio | 4 | 1 | 0 | 3 | 69  | 196 | −127 | 0  | 4  |

## Play-off
|  | Semifinali | Semifinali | Semifinali |        |            | Finale     | Finale | Finale |  |
|  |            |            |            |        |            |            |        |        |  |
|  | A1         | Petrarca   | 29         |        |            |            |        |        |  |
|  | A1         | Petrarca   | 29         |        |            |            |        |        |  |
|  | B2         | Fiamme Oro | 30         |        |            |            |        |        |  |
|  | B2         | Fiamme Oro | 30         |        | Fiamme Oro | Fiamme Oro | 24     |        |  |
|  |            |            |            |        | Fiamme Oro | Fiamme Oro | 24     |        |  |
|  |            |            | Rovigo     | Rovigo | 28         |            |        |        |  |
|  | B1         | Rovigo     | Rovigo     | Rovigo | 28         | 21         |        |        |  |
|  | B1         | Rovigo     |            |        |            |            |        |        |  |
|  | A2         | Valorugby  | 15         |        |            |            |        |        |  |

### Semifinali
| Arbitro: | Russo (Treviso) |

|                                                           |      |                                     |
| Montilla 16’ Lyle 26’ Leaupepe 34’ Minozzi 40’ Trotta 72’ | mt   | 56’ Vaccari 66’ Marinaro 80’ Fusari |
| Donato 16’, 34’                                           | tr   | 56’, 66’, 80’ Canna                 |
|                                                           | c.p. | 13’, 37’, 42’ Canna                 |

| Arbitro: | Rosella (Roma) |

|                        |      |                          |
| Belloni 38’ Steolo 45’ | mt   | 44’ Pisicchio 79’ Renton |
| Thomson 38’            | tr   | 44’ Cuoghi               |
| Thomson 14’, 22’, 74’  | c.p. | 2’ Renton                |

### Finale
| Arbitro: | Federico Vedovelli (Sondrio) |

|                             |      |                                 |
| Vaccari 5’, 28’ Belloni 76’ | mt   | 9’, 37’ Tomaselli 18’ A. Fusari |
| Thomson 5’, 28’             | tr   | 9’, 18’, 37’ Canna              |
| Thomson 47’, 56’, 63’       | c.p. | 75’ Canna                       |